# Heliobatis
Heliobatis ist eine ausgestorbene Rochengattung, die im Eozän lebte. Sie zählt zur Familie der Stechrochen (Dasyatidae) innerhalb der Myliobatiformes. Fossilien, bei denen oft auch Weichteile erhalten sind, wurden in der Green-River-Formation in Wyoming, Utah und Colorado gefunden.

## Merkmale
Heliobatis erreichte eine Körperlänge von dreißig Zentimetern bis zu einem Meter. Sein Körper war scheibenförmig und ähnelte dem moderner Rochen. Entlang der Rückenlinie befanden sich zahlreiche kleine Dornen. Der Schwanz war peitschenähnlich aufgebaut und besaß Widerhaken. Die Flossen hatten Muster, die stark an Sonnenstrahlen erinnern, was auch zu seinem Namen Heliobatis führte, was übersetzt „Sonnenrochen“ bedeutet.

## Lebensweise
Heliobatis war ein Süßwasserfisch und lebte in Seen und Flüssen. Er versteckte sich auf dem Grund und wartete auf kleine Fische, Krebse und Garnelen.